# Al Coe
Al Coe de son vrai nom Alfred Blendon Coe est un animateur américain actif des années 1940 à 1970 au sein des studios Disney puis Walter Lantz né le 30 juillet 1907 et décédé le 25 juillet 1986.

## Filmographie
- 1946 : Mélodie du Sud
- 1946 : Donald, ramenez-le vivant
- 1953 : Le Nouveau Voisin
- 1953 : Canvas Back Duck
- 1954 : The Flying Squirrel
- 1954 : Grin and Bear it
- 1955 : Un sommeil d'ours
- 1955 : Donald et les Abeilles
- 1955 : Donald flotteur de bois
- 1956 : Hooked Bear
- 1956 : Jack and Old Mac
- 1956 : A Cowboy Needs a Horse
- 1956 : In the Bag
- 1960 : Freeloading Feline
- 1960 : Hunger Strife
- 1961 : Clash and Carry
- 1961 : Doc's Last Stand
- 1961 : Eggnapper
- 1961 : Franken-Stymied
- 1961 : Gabby's Diner (en)
- 1961 : Poop Deck Pirate
- 1961 : Tricky Trout
- 1962 : Fish and Chips
- 1962 : Home Sweet Home Wrecker
- 1962 : Pest of Show
- 1962 : Rock-a-Bye Gator
- 1962 : Rocket Racket
- 1964 : Le Woody Woodpecker Show
- 1965 : Case of the Elephant's Trunk
- 1965 : Davey Cricket
- 1965 : Guest Who?
- 1965 : What's Peckin'
- 1966 : Astronut Woody
- 1966 : Foot Brawl
- 1966 : Lonesome Ranger
- 1966 : Polar Fright
- 1966 : Snow Place Like Home
- 1966 : South Pole Pals
- 1966 : Teeny Weeny Meany
- 1967 : Chiller Dillers
- 1967 : Chilly and the Woodchopper
- 1967 : Chilly Chums
- 1967 : Have Gun - Can't Travel
- 1967 : Horse Play
- 1967 : Hot Diggity Dog
- 1967 : Hot Time on Ice
- 1967 : Mouse in the House
- 1967 : Secret Agent Woody Woodpecker
- 1967 : Sissy Sheriff
- 1967 : The Nautical Nut
- 1967 : Vicious Viking
- 1967 : Window Pains
- 1968 : Feudin Fightin-N-Fussin
- 1968 : Highway Hecklers
- 1968 : Jerky Turkey
- 1969 : Charlie's Campout
- 1969 : Chilly and the Looney Gooney
- 1969 : Little Skeeter
- 1969 : Phoney Pony
- 1969 : Project Reject
- 1969 : Sleepy Time Bear
- 1969 : Tumble Weed Greed
- 1970 : A Gooney Is Born
- 1970 : All Hams on Deck
- 1970 : Buster's Last Stand
- 1970 : Charlie in Hot Water
- 1970 : Charlie's Golf Classic
- 1970 : Chilly's Cold War
- 1970 : Chilly's Ice Folly
- 1970 : Coo Coo Nuts
- 1970 : Gooney's Goofy Landings
- 1970 : Hi-Rise Wise Guys
- 1970 : Seal on the Loose
- 1970 : The Unhandy Man
- 1970 : Wild Bill Hiccup
- 1971 : Airlift a la Carte
- 1971 : Charlie the Rainmaker
- 1971 : Chilly's Hide-a-Way
- 1971 : Flim Flam Fountain
- 1971 : How to Trap a Woodpecker
- 1971 : Kitty from the City
- 1971 : Moochin' Pooch
- 1971 : Shanghai Woody
- 1971 : Sleepy Time Chimes
- 1971 : The Bungling Builder
- 1971 : The Reluctant Recruit
- 1971 : The Snoozin' Bruin'
- 1971 : Woody's Magic Touch
- 1972 : A Fish Story
- 1972 : Bye, Bye, Blackboard
- 1972 : Chili Con Corny
- 1972 : For the Love of Pizza
- 1972 : Gold Diggin' Woodpecker
- 1972 : Indian Corn
- 1972 : Let Charlie Do It
- 1972 : Pecking Holes in Poles
- 1972 : Rain Rain, Go Away
- 1972 : Show Biz Beagle
- 1972 : The Genie with the Light Touch
- 1972 : The Rude Intruder
- 1972 : Unlucky Potluck